# Operação Paravane
A Operação Paravane foi um ataque aéreo britânico realizado na Segunda Guerra Mundial que teve como alvo o couraçado alemão Tirpitz. Ele ocorreu em 15 de setembro de 1944 quando 21 bombardeiros da Força Aérea Real atacaram o navio em seu ancoradouro no Fiorde de Kå, no norte da Noruega. O Tirpitz foi danificado pelo acerto direto de uma bomba e o quase acerto de várias, deixando-o incapaz para combate e impossibilitado de voltar para a Alemanha para reparos.
Esta operação sucedeu uma série de ataques aéreos contra o Tirpitz realizados por aeronaves de porta-aviões da Marinha Real Britânica entre abril e agosto de 1944. O objetivo era afundar ou incapacitar o couraçado em seu ancoradouro para que ele não mais representasse um perigo para comboios Aliados que transportavam suprimentos para a União Soviética. O primeiro ataque foi bem sucedido, mas os seguintes fracassaram por causa das defesas alemãs e limitações dos aviões do Ramo Aeronaval. Consequentemente, a tarefa de afundar o navio foi transferida para o Comando de Bombardeiros da Força Aérea Real. Os bombardeiros Avro Lancaster que realizaram o ataque decolaram de bases na União Soviética.
Todos os aviões retornaram em segurança, mas um caiu na viagem de volta para o Reino Unido no dia seguinte. Os alemães decidiram usar o Tirpitz como uma bateria de artilharia estática para proteger a cidade de Tromsø. Os Aliados não conseguiram determinar a extensão dos danos ao couraçado e realizaram mais dois ataques nos meses seguintes, a Operação Obviar em 29 de outubro e a Operação Catecismo em 12 de novembro. O Tirpitz foi afundado nesta última.

## Antecedentes
O couraçado alemão Tirpitz representava desde o início de 1942 uma ameaça para os comboios Aliados que transportavam suprimentos pelo Mar da Noruega até a União Soviética. O navio ficava ancorado nos fiordes do litoral da Noruega e era capaz de sobrepujar as forças de escolta designadas para esses comboios. Ele também poderia possivelmente tentar entrar no Oceano Atlântico e atacar comboios viajando para o Reino Unido. O couraçado raramente ia para o mar por conta da superioridade das marinhas Aliadas, tendo realizado apenas três curtas operações de combate no Mar da Noruega durante sua carreira. Os Aliados, para fazer frente a essas ameaças, precisavam manter uma força poderosa de navios de guerra com a Frota Doméstica britânica, assim navios capitais passaram a acompanhar a maioria dos comboios que seguiam para a União Soviética.
A Força Aérea Real realizou vários ataques contra o Tirpitz pouco depois dele ter chegado na Noruega em janeiro de 1942. O navio inicialmente ficou no Fiorde de Fætten, perto de Trondheim, dentro do alcance de bombardeiros decolados da Escócia. O primeiro ataque ocorreu em 30 de janeiro e envolveu nove bombardeiros Handley Page Halifax e sete Short Stirling. Apenas uma das aeronaves avistou o couraçado por causa de nuvens sobre a área e ele não foi danificado. Um Halifax caiu no mar no caminho de volta, mas sua tripulação foi resgatada. O ataque seguinte foi em 30 de março e desta vez a força era composta por 33 Halifaxes. A operação foi novamente frustrada por nuvens sobre o alvo. Quatro aviões foram abatidos e dois outros caíram enquanto voltavam para a base. Outro ataque foi organizado para a noite de 27 para 28 de abril com trinta Halifaxes e onze Avro Lancaster. Aeronaves da primeira onda localizaram e atacaram o Tirpitz, mas nenhum dano foi infligido e cinco bombardeiros foram perdidos. O último ataque foi na noite seguinte e envolveu 21 Halifaxes e doze Lancasters. O couraçado estava coberto por uma cortina de fumaça e novamente não foi danificado; duas aeronaves foram destruídas.

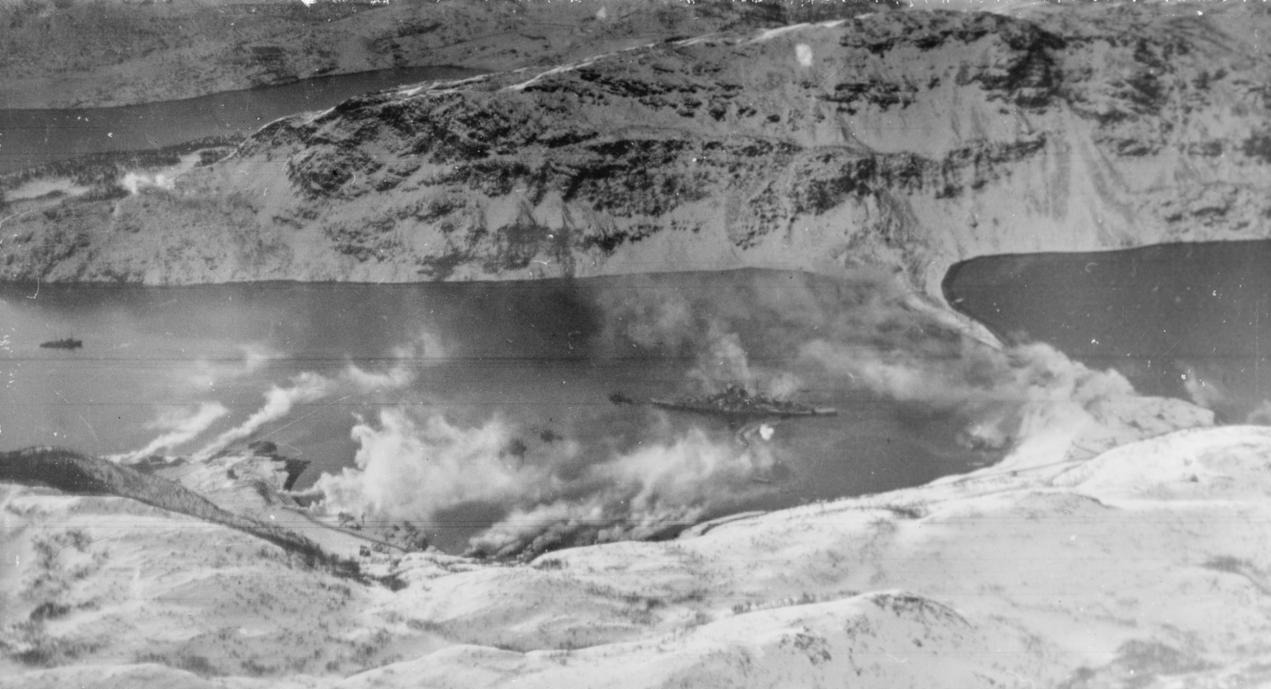
O Tirpitz ancorado no Fiorde de Kå, com uma neblina artificial sendo lançada

Planos para mais ataques foram desenvolvidos no decorrer de 1942, mas nenhum foi levado adiante. Uma das opções consideradas foi colocar bombardeiros em uma base no norte da União Soviética, mas isto foi considerado impraticável pois pouco se sabia sobre a adequação de campos de pouso soviéticos para bombardeiros pesados. Dois esquadrões de bombardeiros Handley Page Hampden do Comando Costeiro operaram de Vaienga no norte da União Soviética em meados de setembro de 1942 para contar o Tirpitz ou outros navios alemães que tentassem atacar comboios Aliados, mas esses aviões nunca fizeram contato com o couraçado.
Mais planos para atacar o Tirpitz foram elaborados em 1943, mas nenhum virou realidade. O inventor Barnes Wallis tentou desenvolver entre 1942 e 1943 uma versão de sua "bomba ricocheteadora" para uso contra o navio junto com as armas maiores que foram usadas para atacar várias represas alemãs em 16 e 17 de maio de 1943 na Operação Castigar. O Esquadrão Nº 618 foi formado em abril de 1943 e equipado com bombardeiros de Havilland DH.98 Mosquito para esse ataque, mas testes com a nova bomba ricocheteadora no decorrer do ano não foram bem sucedidos e o plano foi abandonado em setembro. O Tirpitz foi transferido no final de maio para uma nova base no Fiorde de Kå, no extremo norte da Noruega. Este ancoradouro era bem protegido, com as defesas incluindo equipamentos capazes de rapidamente gerarem uma cortina de fumaça, bem como várias armas antiaéreas localizadas em baterias costeiras e navios. Foi considerado em junho usar bombardeiros pesados estadunidenses Boeing B-17 Flying Fortress para atacar o couraçado. Estes aviões voariam do Reino Unido para o Fiorde de Kå, pousariam na União Soviética e então fariam outro ataque na viagem de volta. A Força Aérea Real considerou que tal missão seria impraticável, pois esperava-se que caças alemães atacassem os bombardeiros e que o Fiorde de Kå já estivesse coberto por uma cortina de fumaça quando os aviões chegassem na área. O único ataque feito contra o Tirpitz no Fiorde de Kå feito por aeronaves decoladas de terra antes de setembro de 1944 foi um pequeno ataque de quinze bombardeiros soviéticos na noite de 10 para 11 de fevereiro de 1944, mas não infligiram danos no navio.
A Marinha Real Britânica atacou o couraçado entre setembro de 1943 e agosto de 1944. Tripulações de minissubmarinos penetraram as defesas do navio em 23 de setembro de 1943 durante a Operação Fonte, colocando explosivos embaixo do seu casco. As detonações causaram grandes danos ao Tirpitz, que ficou fora de serviço por seis meses. Mais ataques com minissubmarinos não foram considerados possíveis e assim um ataque aéreo chamado de Operação Tungstênio foi realizado por porta-aviões em 3 de abril de 1944, quando os reparos ao couraçado estavam quase terminados. O Tirpitz não foi muito danificado e ficou fora de ação só por mais alguns meses até o fim dos consertos. Mais quatro ataques ocorreram entre abril e julho; os três primeiros foram frustrados por clima ruim e o último, a Operação Mascote em 17 de julho, não infligiu danos ao navio. Outros quatro ataques com porta-aviões ocorreram de 22 a 29 de agosto na Operação Goodwood, mas novamente o couraçado foi danificado apenas levemente.

## Planejamento
Oficiais graduados da Marinha Real atribuíram os fracassos dos ataques realizados entre abril e agosto de 1944 nas limitações do Fairey Barracuda, a principal aeronave de ataque do Ramo Aeronaval. A Operação Tungstênio foi um sucesso porque os alemães foram pegos de surpresa, enquanto nos ataques seguintes a lentidão dos Barracudas deu tempo para os defensores no Fiorde de Kå cobrirem a área com a cortina de fumaça antes que os aviões chegassem. Além disso, os Barracudas não conseguiam levar bombas grandes o bastante para danificarem significativamente o Tirpitz quando acertavam. Desta forma, antes e depois da Operação Goodwood, foi considerado usar Mosquitos nos ataques. Planos iniciais desenvolvidos em meados de agosto teriam essas aeronaves decolando de porta-aviões e atacando o couraçado com bombas perfurantes de 910 quilogramas 1,8 tonelada, em seguida pousando na União Soviética. Essas propostas deram em nada porque o general de exército estadunidense Dwight D. Eisenhower, o Supremo Comandante Aliado das Forças Expedicionárias Aliadas, não estava disposto a liberar os Mosquitos em julho, já em agosto foi determinado que Mosquistos decolados de porta-aviões também eram muitos lentos para chegarem no Fiorde de Kå antes da área ser coberta por fumaça.
O Comando de Bombardeiros da Força Aérea Real, que controlava a força de bombardeiros pesados, começou em agosto a desenvolver planos para atacar o Tirpitz. Em uma reunião realizada em 28 de agosto entre marechal chefe do ar sir Arthur Harris e o marechal do ar Douglas Evill, respectivamente o chefe do Comando de Bombardeiros e o vice-chefe do Estado-Maior do Ar, para discutir a viabilidade de enviar os Mosquitos para o Fiorde de Kå, Harris contou que já tinha um plano de ataque pronto. Sob este plano, 24 Lancasters partiriam de bases no norte da Escócia, atacariam o Tirpitz e retornariam para um campo de pouso nas Ilhas Shetland. Caso fosse julgado que a viagem de volta fosse impossível, os bombardeiros então pousariam em Murmansk, no norte da União Soviética, e depois retornariam para o Reino Unido. O estado-maior do Comando de Bombardeiros entrou em contato com oficiais soviéticos sobre essa possibilidade e foi concluído que seria viável. O ataque seria realizado por duas unidades de elite, os Esquadrões Nº 9 e Nº 617, por causa da natureza complexa da missão. Esta proposta teve uma recepção favorável e foi aprovada pelo quartel-general de Eisenhower em 5 de setembro.
O Grupo Nº 5 recebeu no final de agosto a responsabilidade de planejar o ataque Os oficiais do estado-maior do grupo acharam que o elemento surpresa era essencial para que assim o Fiorde de Kå não estivesse coberto de fumaça quando os Lancasters chegassem. A rota de aproximação voltada para o mar tinha uma grande cobertura de radares, assim os planejadores decidiram que a força de ataque deveria aproximar-se por terra vinda do sudeste e em alta velocidade a fim de limitar o tempo de aviso prévio dos defensores a oito minutos ou menos. Por conta das dificuldades em danificar o couraçado blindado, a arma escolhida para a missão foi a bomba Tallboy, a maior em serviço na época na Força Aérea Real e uma capaz de penetrar alvos bem protegidos. Alguns dos bombardeiros seriam armados com minas navais "Johnnie Walker", projetadas para serem lançadas de aviões e moverem-se pela água ao mergulharem e submergirem rapidamente até acertarem o alvo. A Tallboy tinha sido usada pelo Esquadrão Nº 617 de forma bem sucedida contra túneis e outras instalações, mas as minas nunca tinham sido usadas em combate, com Harris e outros oficiais da Força Aérea Real duvidando da sua eficácia.

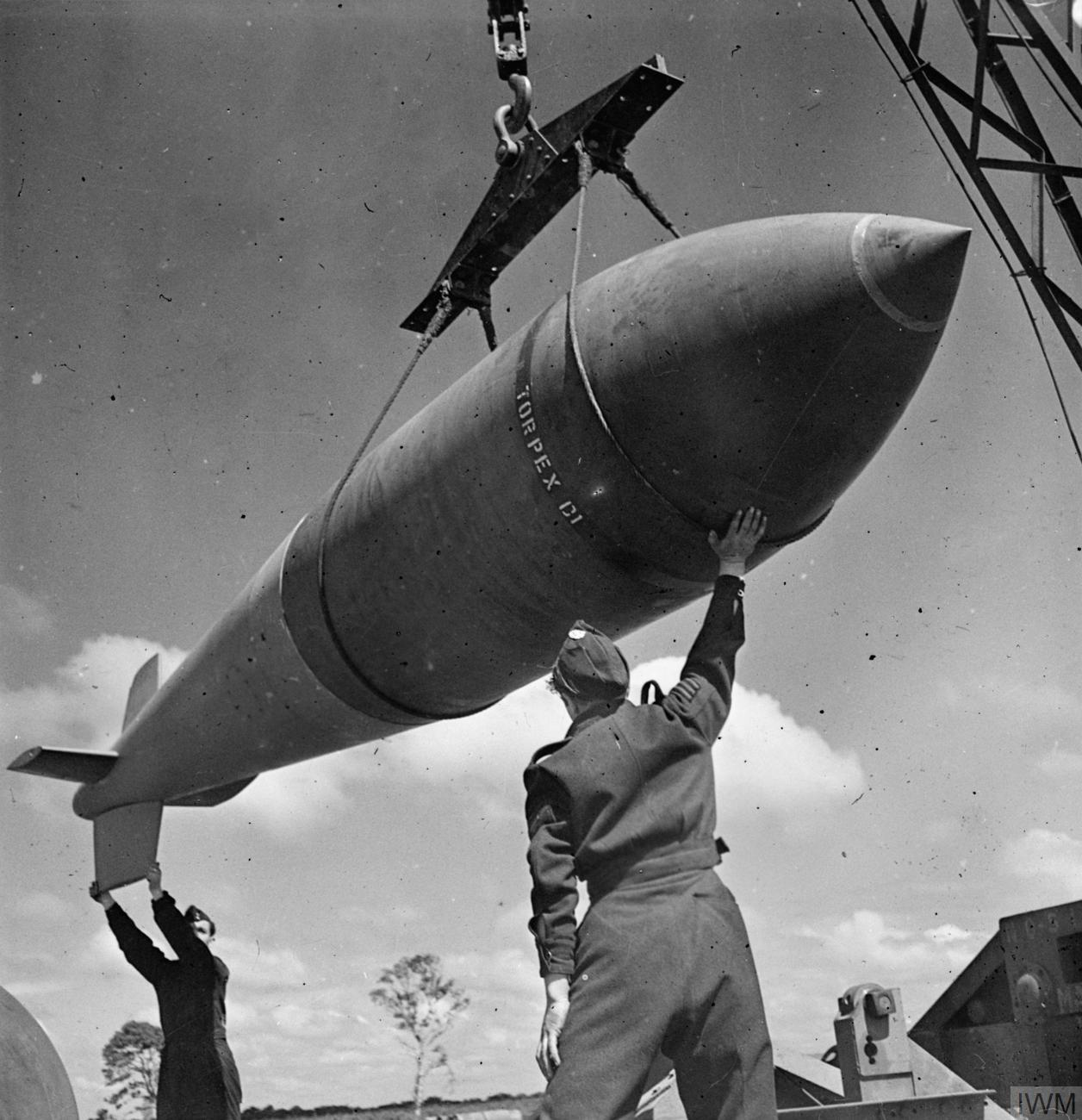
Uma Tallboy sendo içada de um depósito em meados de 1944

Testes realizados pelo Esquadrão Nº 617 provou que não era possível fazer a viagem de volta do Fiorde de Kå para a Escócia, enquanto uma avaliação da principal pista do campo de pouso das Ilhas Shetland determinou que ela não era adequada para Lancasters. Os oficiais do Grupo Nº 5 assim determinaram que seria necessário reabastecer as aeronaves na União Soviética. Uma investigação detalhada dos campos de pouso perto de Murmansk descobriu que na melhor das hipóteses eles eram marginalmente adequados para bombardeiros pesados e que praticamente não tinham acomodações ou instalações para cuidar dos aviões. Além disso, os campos de pouso eram vulneráveis a caças operando de bases alemãs na Noruega. Em vez disso, foi decidido que a força de ataque deveria sobrevoar o norte da Suécia e Finlândia depois de atacarem o Fiorde de Kå e reabastecerem em Iagodnik, que ficava em uma ilha perto de Arcangel. Este plano foi aceito pelo Ministério do Ar em 6 de setembro. Os soviéticos se ofereceram para atacar as bases de caças alemães ao mesmo tempo que os bombardeiros chegassem no alvo, mas o Grupo Nº 5 rejeitou esta proposta e pediram que aeronaves soviéticas não voassem perto do Fiorde de Kå com o objetivo de não alertarem os alemães. Cinco aviões do Esquadrão Nº 192, este especializado em monitorar radares inimigos, realizaram no início de setembro surtidas para localizar estações de radares alemãs no norte da Noruega e identificar buracos em suas coberturas.
A ordem operacional estabelecendo como o ataque deveria ser realizado foi emitida em 7 de setembro pelo Grupo Nº 5. Ela dizia que acreditava-se que o Fiorde de Kå era protegido por dezesseis canhões antiaéreos pesados e dezesseis leves, bem como as armas do Tirpitz, e que demorava dez minutos para que o couraçado fosse coberto por uma cortina de fumaça. A força de ataque seria organizada em dois grupos. A Força A, composta por doze Lancasters do Grupo Nº 9 e doze do Grupo Nº 617, todos armados com uma Tallboy cada, seguiriam para Iagodnik depois do ataque. A Força B teria doze Lancasters, seis de cada esquadrão, armados com doze minas Johnnie Walker e retornariam para a Escócia ou Shetlands. Um Lancaster da unidade de filmagem da Força Aérea Real, parte do Esquadrão Nº 463 da Força Aérea Real Australiana, acompanharia a Força B e também voltaria para o Reino Unido depois do bombardeio. A intenção era para o ataque ser realizado durante o dia e que as aeronaves entrariam em formação perto do Fiorde de Kå antes de atacarem. Caso o fiorde estivesse coberto de nuvens ou fumaça, a Força A não deveria lançar suas bombas e prosseguir para Iagodnik. A Força B deveria lançar suas minas independentemente de nuvens ou fumaça contanto que o ponto de mira pudesse ser identificado. Todos os aviões deveriam manter silêncio no rádio. Duas aeronaves de transporte Consolidated B-24 Liberator do Esquadrão Nº 511 foram designadas para levar pessoal de manutenção e equipamentos para Iagodnik, enquanto um Mosquito do Esquadrão Nº 540 equipado para tarefas de reconhecimento fotográfico voaria à frente da força de ataque. Todos os aviadores foram informados sobre o plano em 8 ou 9 de setembro. O capitão de grupo Colin McMullen, o comandante da base aérea de Bardney, foi nomeado o comandante geral do destacamento. O comandante de ala James Brian Tait, o oficial comandante do Esquadrão Nº 617, foi selecionado para liderar a força de ataque.
Agentes em terra seriam necessários para relatórios do clima e avaliações de danos, mas o último grupo de rádio tinha sido evacuado em maio de 1944. A primeira tentativa de reestabelecer uma presença perto do Tirpitz ocorreu em agosto, quando um agente norueguês do Serviço Secreto de Inteligência foi enviado para o vilarejo próximo de Alta. O agente se infiltrou com um transmissor a partir da Suécia, mas só conseguiu começar a transmitir em 22 de setembro, muito tarde para a operação. Os agentes noruegueses Knut Moe e Anton Arild, em uma segunda tentativa de estabelecer um grupo na área, foram levados em 8 de setembro por um Liberator estadunidense e pularam de paraquedas na mata entre o Fiorde de Kå e Alta. Os dois se separaram da maior parte de seus equipamentos durante o salto, com exceção do transmissor de rádio. Os agentes, sem equipamentos e armas, foram forçados a se relocar para o vilarejo de Bossekop, onde a mãe de Moe vivia. Seu transmissor de rádio começou a funcionar no dia 13 e passava relatórios climáticos a cada hora. Moe e Arild também enviaram avaliações de danos que o Tirpitz tinha sofrido nas ações anteriores. Contatos locais ajudaram os agentes a espionar o navio antes do ataque de 15 de setembro. Moe e Arild conseguiram estabelecer um posto de observação com vista para o ancoradouro do Tirpitz no fiorde.

## Preparações
Em 8 de setembro, a força de ataque foi colocada em alerta para lançar o que foi designado como Operação Paravane. Clima bom era essencial e os aviadores esperaram em suas bases pelos dois dias seguintes enquanto as previsões eram desfavoráveis. Enquanto isso, o Ministério do Ar, o Grupo Nº 5 e oficiais de ligação militares britânicos na União Soviética continuaram a trabalhar com as autoridades soviéticas relevantes com o objetivo de finalizar os arranjos do voo da Força A da Noruega para Iagodnik.
Previsões do tempo posteriores indicaram que as condições sobre o Fiorde de Kå estavam mudando rapidamente, assim Harris considerou na manhã de 11 de setembro que não seria viável lançar os bombardeiros da Escócia com confiança suficiente de que o Fiorde de Kå estaria livre de nuvens quando chegassem para o ataque. Ele então decidiu mudar os planos da operação, determinando que todos os aviões deveriam voar primeiro para Iagodnik e então lançar o ataque de seu campo de pouso. Consequentemente, Harris ordenou que toda a força de ataque partisse naquela tarde, antes mesmo de avisar o Ministério do Ar e os soviéticos sobre a mudança de planos.
Os dois esquadrões começaram a decolar às 17h00min, horário local. O Esquadrão Nº 9 enviou dezoito Lancasters de Bardney, enquanto vinte Lancasters do Esquadrão Nº 617 partiram da base de Woodhall Spa. Um total de 26 aviões estavam armados com Tallboys e os restantes com minas Johnnie Walker. O Lancaster da unidade de filmagem também decolou de Bardney com três cinegrafistas da Força Aérea Real, bem como um jornalista da Associated Press e um repórter de rádio da BBC. Os Liberators decolaram de Bardney pouco antes dos bombardeiros transportando McMullen, equipes de manutenção e peças sobressalentes. Um Mosquito do Esquadrão Nº 540 deixou Bardney no dia seguinte. Os soviéticos só foram informados do novo plano depois de todos os Lancasters terem decolado, mas rapidamente concordaram com as mudanças.

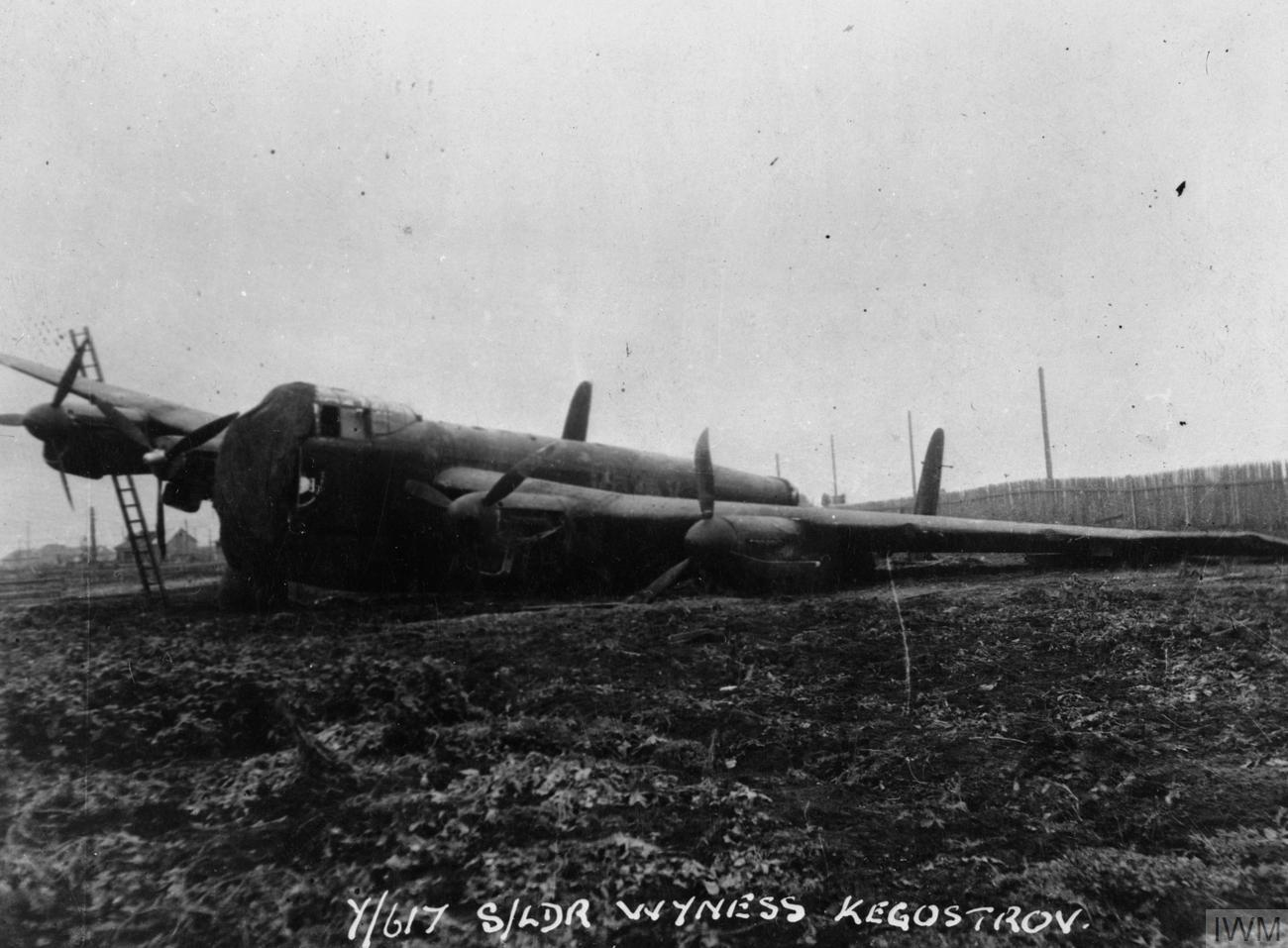
Um Lancaster que fez um pouso forçado perto de Kegostrov

O voo para Iagodnik inicialmente prosseguiu bem. Trinta e nove aeronaves voaram para o norte em direção das Shetland e então viraram para leste. Um dos Lancaster do Esquadrão Nº 9 foi forçado a jogar sua Tallboy no Mar do Norte durante esse estágio da viagem porque ela tinha se soltado de sua montagem; o avião retornou para a base. As aeronaves restantes sobrevoaram a neutra Suécia onde os aviadores, a maioria dos quais tinham voado apenas sobre países que estavam sob apagões de guerra, ficaram felizes de ver cidades iluminadas abaixo. Os Lancasters atravessaram o Golfo de Bótnia e prosseguiram sobre a Finlândia em direção da União Soviética. Baterias antiaéreas suecas, finlandesas e soviéticas dispararam contra os aviões, mas apenas um foi danificado.
As previsões do tempo antes da partida eram boas, porém a força encontrou nuvens espessas depois no espaço aéreo finlandês; isto continuou pelo restante de voo. As condições dificultaram a navegação e forçaram os pilotos a voar em baixa altitude para que assim pudessem usar características do terreno a fim de determinarem sua localização. Apenas 26 Lancasters conseguiram localizar Iagodnik e pousar na manhã de 12 de setembro, já os outros treze pousaram em outros campos de pouso ou fizeram pousos forçados em espaços abertos. Cinco ou seis destes últimas tiveram perda total, com duas das sete que depois chegaram em Iagodnik sendo consideradas danificadas além da possibilidade de uso na operação. Apesar das quedas, nenhum aviador a bordo dessas aeronaves se feriu. McMullen comentou que era "extraordinário que tão poucas quedas ocorreram" diante das circunstâncias adversas, além de que a maioria das aviões enviados poderiam terem sido destruídos.
Os soviéticos no campo de pouso proporcionaram grande assistência, mas o reabastecimento das aeronaves só pode ser completado em 13 de setembro por causa de instalações inadequadas. A equipe de terra também consertou alguns bombardeiros danificados, em alguns casos usando peças tiradas das aeronaves consideradas perdas totais. Os oficias e os suboficiais mais graduados britânicos foram acomodados em um barco, enquanto os restantes ficaram em cabanas subterrâneas abarrotadas. Tanto o barco quanto as cabanas estavam infestadas com percevejos e quase todos foram mordidos antes das acomodações serem fumigadas pelo oficial médico do destacamento.
Vinte e seis Lancasters mais a aeronave de filmagem estavam prontos na manhã de 14 de setembro; vinte armados com bombas e os restantes com minas. O Mosquito decolou para o Fiorde de Kå às 2h10min, mas o horário planejado de partida para os bombardeiros às 8h00min foi cancelado quando o Mosquito voltou às 6h45 e relatou que as condições sobre a área do alvo não eram adequadas. Os soviéticos proporcionaram sua hospitalidade pelo restante do dia, dando um almoço formal, um torneio de futebol e por fim uma noite de cinema. Alguns aviadores britânicos ficaram perturbados ao verem presos políticos sendo maltratados por supervisores enquanto faziam trabalho forçado. Trabalhos de reparo nos Lancasters danificados continuaram no decorrer do dia e um avião adicional armado com uma Tallboy ficou pronto até a manhã seguinte.
Os planos para o ataque foram ajustados de novo enquanto os Esquadrões Nº 9 e Nº 617 esperavam em Iagodnik. Os Lancasters decolariam juntos e voariam em baixa altitude até chegarem na fronteira da União Soviética com a Finlândia com o objetivo de evitarem as estações de radar alemãs ao redor de Kirkenes. As aeronaves da Força A então subiriam para seis mil metros e aquelas da Força B para cinco mil metros. Três bombardeiros do Esquadrão Nº 9 seguiram na frente do corpo de ataque principal para determinarem as condições de vento sobre o Fiorde de Kå. Quando o corpo principal chegasse a um ponto a 97 quilômetros de distância do alvo, momento em que esperava-se que os alemães já tivessem detectado os aviões, os Lancasters entrariam em formações de ataque e começariam sua corrida. Foi decidido que todas as aeronaves deveriam atacar simultaneamente, com a Força A voando em quatro grupos de cinco aviões cada que se aproximariam do Fiorde de Kå pelo sul e lançariam suas Tallboys de uma altitude de 4,3 a 5,5 mil metros. A Força B voaria em duas linhas à ré, passariam sobre o fiorde do sudeste para o noroeste e lançaria as minas Johnnie Walker de altitudes entre três e 3,7 mil metros.

## Ataque
O Mosquito do Esquadrão Nº 540 fez outro voo de reconhecimento sobre o Fiorde de Kå na manhã de 15 de setembro, relatando às 7h00min do horário de Iagodnik que as condições estavam adequadas para um ataque. Os 27 bombardeiros e a unidade de filmagem começaram a decolar pouco depois. Os aviões voaram livremente e a viagem até o norte da Noruega transcorreu tranquilamente, porém seis Lancasters foram forçados a abortar e voltar para Iagodnik. A força britânica passou perto de várias bases alemãs, mas mesmo assim permaneceram sem serem detectados e nenhum caça inimigo estava sobre o Fiorde de Kå no momento do ataque.
Os defensores no fiorde detectaram os Lancasters aproximadamente dez minutos antes deles chegarem, com a cortina de fumaça protetora começando a se formar quando o ataque começou às 10h55min GMT. Apenas o primeiro grupo, liderado por Tait, foi capaz de mirar suas bombas no Tirpitz antes deste ser obscurecido pela fumaça. Acredita-se que a bomba lançada por Tait acertou o couraçado, enquanto as outras caíram próximas na água. Todos os outros aviões da Força A miraram suas Tallboys nos disparos antiaéreos ascendendo do navio; dezessete bombas foram lançadas. Vários Lancasters fizeram mais de uma passagem sobre a área enquanto tentavam localizar o Tirpitz ou porque problemas técnicos impediram que lançassem sua Tallboy na primeira passagem.
A Força B começou seu ataque depois da Força A ter finalizado o seu para que assim as ondas de choque das explosões das bombas não acionassem as minas prematuramente. Nenhum avião da Força B conseguiu visualizar o Tirpitz, assim lançaram as minas na posição estimada do navio. Suas armas não causaram danos. A cortina de fumaça impediu que os aviadores avaliassem os resultados de seus ataques, porém grandes colunas de água e explosões foram observadas. Tait ficou satisfeito ao ver uma coluna de fumaça preta subindo através da cortina de fumaça. Algumas bombas e minas caíram a um quilômetro e meio do couraçado. As armas antiaéreas do Tirpitz e outros 98 canhões em baterias costeiras e navios próximos dispararam contra as aeronaves, mas apenas quatro Lancasters foram danificados.
Todos os Lancasters terminaram seus ataques até às 11h07min GMT e os 21 aviões começaram sua viagem de volta a Iagodnik. Os bombardeiros da Força A que não foram capazes de atacar levaram de volta suas Tallboys. O voo foi tranquilo e todos pousaram em Iagodnik durante a tarde. A aeronave de filmagem voou diretamente para o Reino Unido e chegou em sua base depois de um voo de quinze horas e meia, a missão operacional mais longa do Lancaster na Segunda Guerra Mundial.
O Mosquito fez um voo de reconhecimento na tarde do dia 15, chegando por volta das 13h30min GMT. O fiorde estava coberto de nuvens e fumaça. O Tirpitz pode ser brevemente avistado e foi relatado que ele permanecia flutuando e não havia danos evidentes. O Mosquito realizou mais voos de reconhecimento no dia seguinte, mas todas as vezes o fiorde estava obscurecido. McMullen considerou lançar um segundo ataque, mas desistiu porque só tinha duas Tallboys e um carregamento de minas disponível.

## Consequências
O Tirpitz deixou de ser capaz para combate após a Operação Paravane. A Tallboy que acertou o navio atravessou o castelo de proa e o casco, detonando na água à estibordo da proa. Isto destruiu a proa e deixou os compartimentos de vante inundados com duas mil toneladas de água. As explosões de outras Tallboys na água perto do Tirpitz entortaram algumas das placas do seu casco e anteparas. As baixas foram poucas, com apenas cinco mortos e quinze feridos. Foi avaliado que os danos demorariam nove meses para serem reparados. O capitão de mar Wolf Junge, o oficial comandante do Tirpitz, recomendou ao alto comando da Marinha de Guerra que o navio fosse tirado de serviço.
A força de ataque voltou para o Reino Unido em vários grupos. Tait liderou dezesseis Lancasters na tarde de 16 de setembro, a maioria voando pelo sul da Finlândia, Suécia e Dinamarca. Um dos Lancaster desviou do rumo e bateu em uma montanha perto de Nesbyen, na Noruega, matando seus onze tripulantes, as únicas baixas Aliadas da Operação Paravane. Outros nove Lancasters partiram em 17 de setembro, seguidos por cinco no dia seguinte e dois em 21 de setembro. Foi considerado que os bombardeiros restantes estavam além da possibilidade de reparos e foram entregues aos soviéticos. O Mosquito, que tinha sido danificado pela artilharia antiaérea durante uma surtida sobre o 	Fiorde de Kå, retornando no dia 26 assim que os reparos terminaram. Os dois Liberators foram as últimas aeronaves a partir, deixando Iagodnik em 27 de setembro com McMullen.
Os serviços de inteligência britânicos tentaram determinar a extensão dos danos ao Tirpitz. Agentes noruegueses na área do Fiorde de Kå relataram no final de setembro que o navio tinha sido atingido por uma bomba e parecia danificado. Transmissões de rádio alemãs foram interceptadas e decodificadas em 25 e 29 de setembro e também afirmavam que o Tirpitz tinha sofrido um acerto. Fotografias tiradas pelo Mosquito do Esquadrão Nº 540 e por uma aeronave soviética em 20 de setembro indicaram que a proa estava danificada, porém não se podia determinar o quanto. A Divisão de Inteligência Naval da Marinha Real concluiu em 30 de setembro a partir dessas evidências que o couraçado tinha "quase certamente" sido atingido por uma Tallboy e que talvez tivesse sido danificado mais por quase acertos, com os danos infligidos possivelmente sendo "consideráveis" e tendo deixando-o incapaz de navegar em mar aberto. Um relato de um agente norueguês no dia 30 foi mais específico, afirmando que o Tirpitz tinha sofrido um acerto direto que abriu um rasgo de dezessete metros na proa. Mais relatos no início de outubro proporcionaram poucas novidades. Os grandes navios de guerra alemães tinham todos deixado o Fiorde de Kå até o final de outubro e assim Moe e Arild deixaram a área, enviando sua última transmissão ao Reino Unido no dia 22. Eles atravessaram a pé o Planalto de Finnmark até Kautokeino, então entraram na Finlândia e por fim chegaram em Karesuando, na Suécia. Os agentes realizaram essa marcha sem suprimentos, porque o apoio estadunidense tinha cessado depois de um Liberator ter sido abatido por engano por um caça soviético pouco depois de Moe e Arild terem feito seu salto para a região.
Uma reunião envolvendo o grande almirante Karl Dönitz, o comandante da Marinha de Guerra, ocorreu em Berlim em 23 de setembro para se discutir os danos sofridos pelo Tirpitz e seu futuro. Ele foi informado da previsão de nove meses para reparar o navio e também que todos os trabalhos teriam de ser feitos no Fiorde de Kå, pois o couraçado ficaria extremamente vulnerável caso tentasse navegar para um porto grande o bastante para acomodá-lo. Forças soviéticas estavam na época avançando rapidamente em direção do norte da Noruega, assim Dönitz julgou que não era viável restaurar o Tirpitz para uma condição de navegação oceânica ou mantê-lo no Fiorde de Kå. Ele decidiu usá-lo como uma bateria de artilharia flutuante para defender Tromsø. Dönitz também expressou esperança de que manter o couraçado em comissão continuaria a "prender as forças do inimigo e por sua presença ... confundir as intenções do inimigo". O contra-almirante Rudolf Peters, o comandante das forças da Marinha de Guerra no norte da Noruega, recebeu ordens de posicionar o Tirpitz próximo de Tromsø onde as águas fossem rasas o bastante para impedir que afundasse completamente caso sofresse mais danos.
Como as informações disponíveis não eram conclusivas, os Aliados acreditavam que o couraçado ainda era uma ameaça. Assim sendo, os Esquadrões Nº 9 e Nº 617 fizeram mais dois ataques contra o navio depois dele se mudar para Tromsø em 15 de outubro. Estes foram mais simples de se realizar do que a Operação Paravane porque o porto ficava ao alcance dos Lancasters a partir de bases no norte da Escócia. O primeiro ataque foi a Operação Obviar em 29 de outubro, mas causou apenas danos leves. Um segundo ataque ocorreu com a Operação Catecismo em 12 de novembro, desta vez acertando o Tirpitz com duas Tallboys que o fizeram emborcar e afundar.